# Farszut
Farszut (arab. فرشوط) – miasto w Egipcie, w muhafazie Kina. W 2006 roku liczyło 51 052 mieszkańców.